# José Pereira Lima
José Pereira Lima (Princesa, 4 de dezembro de 1884 — Recife, 13 de novembro de 1949), também conhecido como "coronel" Zé Pereira, foi um chefe político da cidade de Princesa (atualmente Princesa Isabel) no sertão paraibano entre 1905 e 1930, tendo sido deputado estadual da Paraíba por quatro mandatos consecutivos entre 1916 e 1930. Considerado uma das figuras mais representativas do mandonismo da República Velha, José Pereira foi um dos mais influentes donos de terra do Nordeste, possuindo forte interlocução com figuras políticas a nível estadual e federal. 
Inicialmente aliado ao grupo político de Epitácio Pessoa e de seu sobrinho João Pessoa, rompe a aliança em fevereiro de 1930 depois de vários desentendimentos com o governo do estado. O rompimento deu origem a um conflito, conhecido como a Revolta ou Guerra de Princesa, durante a qual foi unilateralmente proclamada a independência do Território de Princesa. O conflito durou até o assassinato de João Pessoa pelo advogado João Duarte Dantas em 26 de julho de 1930. Com o advento da Revolução de 1930 em outubro, José Pereira é forçado a viver na clandestinidade até 1934, quando é beneficiado pela anistia do governo Vargas. 

## Biografia

### Primeiros anos
José Pereira nasceu em 1884 na então Vila de Princeza, filho de Marcolino Pereira Lima e Águida Carlos de Andrade Lima. Seu pai Marcolino era um proprietário de terras oriundo de São João do Rio do Peixe, que ao instalar-se em Princesa filia-se ao Partido Liberal e passa a comandar politicamente a região. A família Pereira dominaria a política de Princesa ininterruptamente de 1875 a 1930.  José Pereira estudou na Faculdade de Direito do Recife, mas teve que abandonar o curso no segundo ano e voltar para sua terra natal após o falecimento de seu pai em 1905, passando então a liderar a família.

### Trajetória política
O ano de 1915 marca a consolidação do poder do grupo político de Epitácio Pessoa, através de uma rede de apoio formada por grandes proprietários de terra do interior. A influência de José Pereira na região de Princesa fazia dele uma das principais forças eleitorais para a facção epitacista. Com a vitória de Camilo de Holanda, indicado por Epitácio, José Pereira torna-se um dos principais "aliados da vitória de 1915", iniciando sua carreira de deputado estadual e desempenhando um papel central nas decisões políticas do estado.   
Em 1924, ainda sob a influência epitacista, João Suassuna assume o governo do estado. Devido à sua amizade com Suassuna, José Pereira ampliará mais ainda sua influência política, que já extrapolava os limites de Princesa. De modo que, para as eleições estaduais de 1928, Suassuna propôs uma chapa encabeçada pelo seu afilhado e chefe de Polícia Júlio Lyra, tendo José Pereira como vice. A chapa, no entanto, foi vetada por Epitácio Pessoa, que sugeriu o nome de seu sobrinho João Pessoa Cavalcanti de Albuquerque. Epitácio julgava que o fortalecimento dos grupos políticos do sertão enfraquecia sua influência na política estadual, e a chapa com Júlio Lyra e José Pereira deslocaria quase inteiramente o poder para o interior. Ao indicar João Pessoa, Epitácio procurava manter sua hegemonia política, mas também desgastava sua relação com as bases eleitorais que lhe garantiram a vitória em 1915.
A administração de João Pessoa foi marcada por um conflito direto com os líderes políticos do interior, aplicando uma enorme carga tributária sobre o transporte de mercadorias e desfazendo antigos acordos de distribuição de cargos. Embora essas políticas afetassem diretamente José Pereira, ele manteve seu apoio público a João Pessoa, inclusive apoiando sua decisão de concorrer a vice-presidente de Getúlio Vargas na chapa da Aliança Liberal. O rompimento definitivo acontece em fevereiro de 1930, quando João Pessoa se recusa a lançar a candidatura de João Suassuna a deputado federal. José Pereira considera esse um ato intolerável de autoritarismo, e envia um telegrama a João Pessoa anunciando seu rompimento. No mesmo dia, abandona o Partido Republicano da Paraíba e ingressa no Partido Republicano Conservador, que fazia oposição a João Pessoa. 

### A Revolta de Princesa
Quando José Pereira abandona o PRP, partido situacionista, para ingressar no PRC, acompanham-no grandes forças eleitorais do interior: o próprio João Suassuna, Oscar Soares, Pedro Firmino, Padre Manoel Octaviano, Inácio Evaristo, Cícero Parente, Nilo Feitosa e Duarte Dantas. João Pessoa responde mandando retirar de Princesa todos os funcionários da administração estadual. Ao aproximarem-se as eleições, no dia 28 de fevereiro, João Pessoa ordena o envio de tropas da polícia paraibana à cidade de Teixeira, controlada pela família Dantas, sob a justificativa de garantir a liberdade do eleitor. José Pereira, aliado dos Dantas, oferece combatentes para defender Teixeira. Nesse dia, inicia-se o conflito armado e o enfrentamento aberto entre as forças de José Pereira e João Pessoa.
José Pereira tinha uma forte base de apoio que o permitia enfrentar as forças estaduais. Em primeiro lugar, seu exército particular tinha um contingente maior do que a própria polícia paraibana. Em segundo lugar, sua influência e amizade com as famílias mais poderosas das regiões próximas lhe garantiam um apoio local. Em terceiro lugar, tinha o apoio da família Pessoa de Queirós, parentes pernambucanos de Epitácio e João Pessoa que faziam oposição à gestão estadual paraibana. Isso garantia a José Pereira a simpatia do governo Pernambucano, uma grande vantagem estratégica visto que Princesa localiza-se na fronteira do estado. Por último, o fato de João Pessoa ser candidato a vice-presidente do Brasil na chapa de Getúlio Vargas tornava-o rival do presidente Washington Luís. As famílias que romperam com João Pessoa esperavam convencer Washington Luís a decretar uma intervenção federal na Paraíba, e coube a José Pereira ficar à frente do conflito. 
Seguem-se meses de conflito armado e escaramuças entre as forças estaduais e os homens de José Pereira, no trecho estreito entre as cidades de Teixeira e Princesa. Embora a polícia paraibana encontrasse grande dificuldade para chegar a Princesa, com o prolongamento do conflito as tropas de José Pereira também começam a ficar debilitadas. Nesse momento, para tentar acelerar a tese de uma intervenção federal, os Pessoa de Queirós propõem que a cidade de Princesa proclame sua emancipação do estado da Paraíba, permanecendo ligada à administração federal. O escritor e crítico literário Joaquim Inojosa foi incumbido de redigir o decreto, publicado em junho no Jornal de Princeza, decretando a criação do Território de Princesa.